# Association les Amis du Mont Saint-Michel

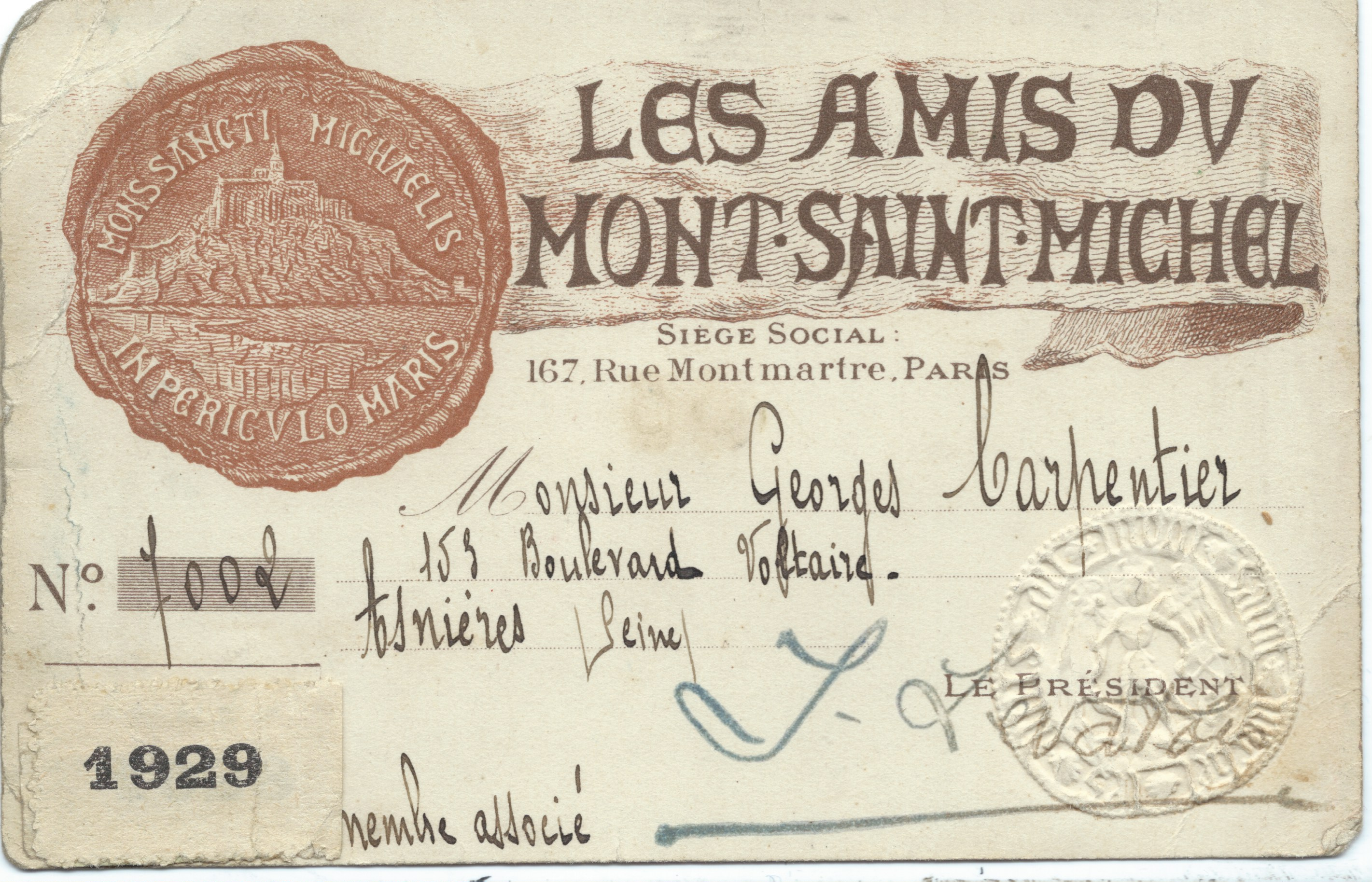
Carte de membre de l'association, sur le modèle créé par Henri Voisin. Archive de Henry Decaëns.

L’association Les Amis du Mont Saint-Michel, régie par la loi de 1901, a été fondée en 1911 par l’artiste Henri Voisin pour rétablir l’insularité que la construction de la digue insubmersible avait fait disparaître en 1879.

## Objectifs de l'association
L’association, reconnue d’utilité publique par le décret du 16 avril 1918, a pour but : « la protection du Mont, la conservation de son insularité ainsi que de son caractère historique et artistique. » (article 1 de ses statuts).
Elle est reconnue comme société savante par le Comité des travaux historiques et scientifiques. Les sociétés archéologiques et historiques de Normandie ont célébré le centenaire de l'association des Amis du Mont-Saint-Michel.
Pour rétablir l’insularité du Mont, l’association a soutenu à partir de sa création plusieurs projets de coupure de la digue, qui n’ont finalement jamais été réalisés. Elle a accueilli favorablement le projet de rétablissement du caractère maritime qui a été mis en œuvre de 2005 à 2015, malgré parfois des réticences,,. Ce premier but atteint, l’association poursuit ensuite son action en privilégiant la défense du « caractère historique et artistique » et en cherchant à préserver le Mont et son environnement.

## Actions de l'association
L’association s’interdit toute discussion politique ou religieuse mais elle se doit de participer aux manifestations évoquant tel ou tel point de l’histoire du Mont. Elle a ainsi organisé le dimanche 24 juin 1934 une cérémonie commémorative du cinquième centenaire de la victoire des chevaliers défenseurs du Mont Saint-Michel assiégé par les Anglais pendant la guerre de Cent Ans ; à cette occasion, une plaque sur laquelle sont gravés les noms de ces chevaliers a été replacée dans le bras sud du transept de l’église abbatiale, (mais  ce combat serait en partie une légende ). L’idée de célébrer en 1965-1966 le millénaire de l’installation des moines bénédictins au Mont a été lancée par l’association, sous l’impulsion du R.P. Michel Riquet qui en était vice-président. Les Amis du Mont ont également été associés en 2008-2009 à la célébration du treizième centenaire de la fondation du sanctuaire de saint Michel.
L’association organise des conférences sur l’histoire du Mont et sur son environnement maritime. Elle fait paraître depuis 1912 une revue dont la périodicité a varié ; elle est actuellement annuelle (certains numéros sont disponibles sur le site de la BNF). Elle a également publié en 2005 le Cartulaire du Mont-Saint-Michel, fac-similé du manuscrit 210 d’Avranches. Cette importante publication a été remarquée et a fait l'objet de différentes recensions,,.
En 2001, l’association s’est dotée d’un conseil scientifique qui propose, après l’avis d’experts, l’attribution de prix récompensant des travaux effectués par de jeunes chercheurs sur le Mont Saint-Michel : le prix Louis d’Estouteville est destiné à honorer un mémoire de niveau master II, le prix Robert de Torigni récompense une thèse de doctorat.
L'association a aussi participé au film réalisé par Marc Jampolsky, Mont Saint-Michel, le labyrinthe de l'archange, diffusé sur Arte le 23 décembre 2017[source insuffisante]. Son président a également dirigé l'ouvrage collectif sur le Mont Saint-Michel, publié aux éditions du patrimoine.

## Présidents
- Paul Deschanel (1911-1912), membre de l’Académie française
- Léon Bérard (1913-1921), membre de l’Académie française
- Joseph Levatois (1921-1937), avocat
- Paul Labbé (1937-1940), vice-président de l’Alliance française
- Maxime Laignel-Lavastine (1946-1955), membre de l’Académie de médecine
- Francis Ambrière (1955-1969), écrivain et journaliste
- Joseph Le Clerc (1969-1989), directeur d’un syndicat patronal
- Gérard Colmaire (1989-1995), conseiller en entreprise
- Jacques Lucas (1995-2010), avocat
- Henry Decaëns (2010-2025), historien
- Stéphane Gallon, depuis 2025